# Música y lágrimas
Música y lágrimas (The Glenn Miller Story) es una película estadounidense del género musical y biográfico dirigida por Anthony Mann sobre guion de Valentine Davies y Oscar Brodney que se estrenó en Estados Unidos el 10 de febrero de 1954 y que tuvo como protagonistas a James Stewart y June Allyson. 

## Sinopsis
Una biografía de Glenn Miller acompañada por la música jazz y blues interpretada por grandes estrellas como Gene Krupa, Louis Armstrong y grabaciones del mismo Miller, con temas como "Moonlight Serenade", "In the Mood" u "Over the rainbow". La atípica relación con el amor y la lucha de quien buscó crear su propio estilo musical en una época donde florecían las grandes orquestas.

## Reparto
El reparto acreditado es el siguiente:
| Actor                     | Personaje           |
| ------------------------- | ------------------- |
| James Stewart             | Glenn Miller        |
| June Allyson              | Helen Berger Miller |
| Harry Morgan              | Chummy MacGregor    |
| Charles Drake             | Don Haynes          |
| George Tobias             | Si Schribman        |
| Barton MacLane            | General Hap Arnold  |
| Sig Ruman                 | W. Kranz            |
| Irving Bacon              | Sr. Miller          |
| James Bell                | Sr. Burger          |
| Kathleen Lockhart         | Sra. Miller         |
| Katherine Warren          | Sra. Burger         |
| Frances Langford          | Ella misma          |
| Louis Armstrong           | Él mismo            |
| Ben Pollack               | Él mismo            |
| Gene Krupa                | Él mismo            |
| The Modernaires           | Ellos mismos        |
| The Archie Savage Dancers | Ellos mismos        |
| Barney Bigard             | Él mismo            |
| James Young               | Él mismo            |
| Marty Napoleon            | Él mismo            |
| Arvell Shaw               | Él mismo            |
| Cozy Cole                 | Él mismo            |
| Babe Russin               | Él mismo            |

Como curiosidad señalar que entre los músicos de la banda de Glenn Miller se encuentra, aunque no acreditado, el compositor y director de orquesta Ray Conniff.

## Premios y candidaturas
Premios Óscar
| Categoría                            | Candidatura                      | Resultado | Ganador                                                         |
| ------------------------------------ | -------------------------------- | --------- | --------------------------------------------------------------- |
| Mejor guion original                 | Valentine Davies, Oscar Brodney  | Nominado  | Budd Schulberg - La ley del silencio                            |
| Mejor sonido                         | Leslie I. Carey                  | Ganador   |                                                                 |
| Mejor banda sonora, película musical | Joseph Gershenson, Henry Mancini | Nominado  | Adolph Deutsch, Saul Chaplin - Siete novias para siete hermanos |

Premios BAFTA
| Categoría              | Candidatura   | Resultado | Ganador                             |
| ---------------------- | ------------- | --------- | ----------------------------------- |
| Mejor actor extranjero | James Stewart | Nominado  | Marlon Brando - La ley del silencio |